# Alexandra Instituttet
Alexandra Instituttet er en privatejet non-profit samfundsnyttig virksomhed, der arbejder med forskning, udvikling og innovation inden for it med det formål at skabe økonomisk vækst, velfærd og værdi i det danske samfund.
Alexandra Instituttet blev stiftet i 1999 og har siden 2012 været ejet af den selvstændige erhvervsdrivende fond Aarhus Universitets Forskningsfond. Siden 2007 har Alexandra Instituttet kunne kalde sig et GTS-institut (Godkendt Teknologisk Serviceinstitut).
Virksomheden har ca. 100 ansatte med hovedkontor i Aarhus i IT-byen Katrinebjerg samt en afdeling i København.